# Gesellschaft für Angewandte Linguistik
Die Gesellschaft für Angewandte Linguistik e. V. (GAL) ist eine sprachwissenschaftliche Fachgesellschaft mit Sitz in Bayreuth und wird derzeit von der Karin Birkner geleitet.

## Wirkungsbereiche

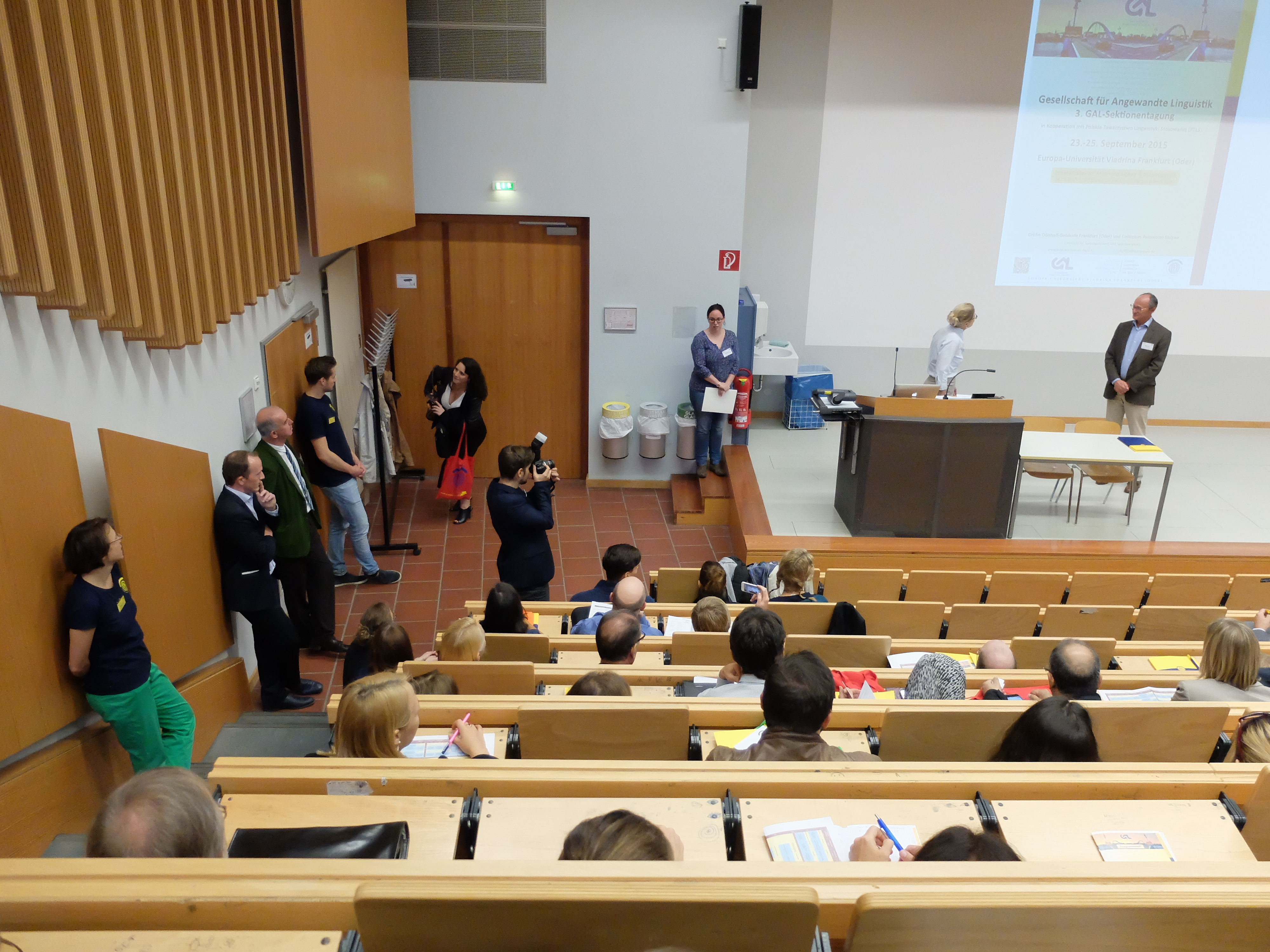
GAL-Tagung in Frankfurt (Oder), 2015

Die Gesellschaft für Angewandte Linguistik wurde 1968 gegründet und ist mit rund 1.000 Mitgliedern eine der größten und ältesten sprachwissenschaftlichen Fachgesellschaften im deutschsprachigen Raum. Die GAL bündelt Aktivitäten und Initiativen, die sich auf die Erforschung und Optimierung von Sprachlernen und Spracherwerb sowie Kommunikationsprozessen in alltäglichen und professionellen Anwendungsfeldern richten. Dazu gehören wissenschaftlich begründete Lösungen in den Bereichen Wirtschaft, Justiz und Verwaltung, im Gesundheitswesen, in Bildungseinrichtungen und Massenmedien. Sie fördert den wissenschaftlichen Nachwuchs (z. B. das Junior Research Meeting) und unterstützt den Transfer linguistischer Methoden und Erkenntnisse in die berufliche Praxis.
Die GAL ist Mitglied im Weltverband für Angewandte Linguistik und dessen europäischen Ableger und fördert so den interdisziplinären Austausch wissenschaftlicher Ergebnisse und praktischer Erfahrungen sowie die Zusammenarbeit von Personen und Institutionen, national und international in Kooperation.

## Sektionen
Die Gesellschaft für Angewandte Linguistik hat 15 inhaltliche Arbeitsschwerpunkte festgelegt.
- Phonetik und Sprechwissenschaft
- Lexikographie
- Textlinguistik und Stilistik
- Gesprächsforschung
- Medienkommunikation
- Fachkommunikation
- Soziolinguistik
- Sprachkontakt und Mehrsprachigkeit
- Interkulturelle Kommunikation und mehrsprachige Diskurse
- Übersetzungs- und Dolmetschwissenschaft
- Grammatik und Grammatikographie
- Sprachdidaktik
- Mediendidaktik und -kompetenz
- Computerlinguistik

## Jahrestagungen
Seit einigen Jahren finden die Jahrestagungen der GAL als Sektionentagungen statt, d. h. jedes Jahr im September tagen alle Sektionen während des von Mitgliedern der Gesellschaft an wechselnden Universitäten organisierten Treffen werden. Die Sektionen liefern einen spannenden Einblick in die aktuelle Forschung der Angewandten Linguistik. Die Teilnahme an den Jahrestagungen der GAL steht allen Interessierten offen. 
Die letzten Tagungen fanden an folgenden Orten statt:
- 2024: Dresden
- 2023: Mainz
- 2022: Würzburg
- 2021: Würzburg
- 2019: Halle

## Vergabe von Preisen
Im Rahmen der Jahrestagungen vergibt die GAL Preise, die an besondere Leistungen oder Projektideen geknüpft sind oder der Förderung des wissenschaftlichen Nachwuchs dienen. Der GAL-Förderpreis zielt auf die Unterstützung eines laufenden Forschungsprojekts aus dem Bereich der Angewandten Linguistik ab, welches sich durch einen deutlichen Anwendungsbezug auszeichnet. Daneben wird der Nachwuchspreis „Berufliche Kommunikation“ für Master-Abschlussarbeiten und Dissertationen vergeben.

## Publikationen
Die GAL gibt die halbjährlich die Zeitschrift für Angewandte Linguistik (ZfAL) und die Buchreihe forum Angewandte Linguistik (F.A.L.) heraus.